# Muerte de Wei Zexi
Wei Zexi (en chino simplificado, 魏则西; pinyin, Wèi Zéxī 1994 - 12 de abril de 2016) fue un estudiante universitario chino de 21 años de Shaanxi que murió después de recibir DC-CIK, un tratamiento experimental para el sarcoma sinovial en el Segundo Hospital del Cuerpo de Policía Armado de Beijing, del cual se enteró de un resultado promocionado en el buscador chino Baidu. 
La muerte de Wei llevó a una investigación por parte de la Administración del Ciberespacio de China, lo que llevó a los reguladores chinos a imponer nuevas restricciones a los anuncios de Baidu. Los medios de comunicación estatales condenaron ampliamente el papel del hospital y de Baidu en su muerte, y los usuarios en línea denunciaron las prácticas publicitarias de Baidu. Las acciones de Baidu cayeron casi un 14 por ciento en los días posteriores a los informes de su muerte. 

## Tratamiento y muerte.
En 2014, Wei fue diagnosticado con sarcoma sinovial, una forma rara de cáncer que afecta el tejido alrededor de las articulaciones principales. Después de recibir radiación y quimioterapia, su familia buscó otros tratamientos. A través de un resultado promocionado en el motor de búsqueda chino Baidu, Wei descubrió el Segundo Hospital del Cuerpo de Policía Armado de Beijing, un hospital estatal administrado por militares que proporcionó un tratamiento de inmunoterapia llamado DC-CIK, para aquellos con su enfermedad. Las operaciones de radio estatales afirmaron que la familia de Wei confiaba en el tratamiento porque había sido "promovido por uno de los hospitales militares que se consideran creíbles, y el médico tratante había aparecido en muchas plataformas de medios convencionales". Wei pasó por cuatro tratamientos en el hospital, gastando más de 200,000 yuanes ($30.211 USD) con su familia, pero los tratamientos no tuvieron éxito y Wei murió el 12 de abril de 2016. Antes de su muerte, Wei acusó a Baidu de promover información médica falsa y denunció al hospital por reclamar altas tasas de éxito para el tratamiento.

## Investigación gubernamental y respuesta pública
Tras la muerte de Wei, varios usuarios de Internet expresaron desdén por las prácticas publicitarias de Baidu. Wei publicó un ensayo respondiendo a la pregunta "¿Cuál crees que es el mayor mal de la naturaleza humana?" en el sitio web chino de preguntas y respuestas Zhihu que describió su experiencia al recibir tratamiento. El ensayo, que condenó las prácticas publicitarias de Baidu, recibió 44,000 "acepta" y miles de comentarios. El 2 de mayo de 2016, la Administración del Ciberespacio de China anunció que investigaría el papel de Baidu en la muerte de Wei, y señaló que su muerte "llamó la atención de los usuarios de Internet". Una portavoz de Baidu dijo que la compañía cooperaría con las investigaciones, afirmando que Baidu "no dará cuartel a la información falsa o actividades ilegales en línea". Algunos usuarios de Internet críticos con Baidu comenzaron a referirse a él como 百毒 (pinyin), o "100 venenos".
A diferencia de otros motores de búsqueda como Google y Yahoo, los resultados de búsqueda promocionados en Baidu no se distinguen claramente de otros contenidos. La investigación concluyó que los resultados de pago por colocación de Baidu influyeron en las elecciones médicas de Wei e influyeron en la imparcialidad y objetividad de los resultados de búsqueda. Los reguladores ordenaron a Baidu que adjunte "marcadores llamativos" y exenciones de responsabilidad a los anuncios, reduzca la cantidad de resultados promocionados al 30% de la página y establezca mejores canales para que los usuarios se quejen de sus servicios. Baidu emitió una declaración aceptando los resultados de la investigación y anunció que implementaría las recomendaciones de inmediato. Baidu también planea crear un fondo de mil millones de yuanes ($151.057.402 USD) para compensar a los usuarios que sufren daños económicos demostrables por los resultados pagados. Una investigación separada también encontró que el hospital donde Wei recibió tratamiento había estado trabajando ilegalmente con empresas privadas de atención médica.
Las acciones de Baidu cayeron casi un 14 por ciento tras los informes de la muerte de Wei a principios de mayo de 2016. El medio de comunicación estatal chino Xinhua y el People's Daily condenaron a Baidu por la muerte de Wei, y el primero afirmó que "ganar dinero al permitir que las empresas paguen por una mejor ubicación de búsqueda es poner una buena herramienta en manos de los buscadores de intereses con malas intenciones". Un editorial posterior en el People's Daily calificó la muerte de Wei como un ejemplo "clásico" de la búsqueda irreal "al estilo chino" de una cura imposible. Alrededor de 250,000 personas comentaron la pieza; varios denunciaron la pieza por considerar el incidente como un fracaso de la familia en lugar de uno de Baidu y el hospital. La muerte de Wei también atrajo la atención hacia empresarios médicos relacionados con el sistema Putian, un grupo de hospitales que llevan su nombre, Putian, en la provincia de Fujian . Los hospitales de Putian confiaron ampliamente en los anuncios en línea, y los medios de comunicación chinos criticaron la precisión de estas promociones. Algunos medios de comunicación chinos sugirieron que el sistema Putian estaba vinculado con el hospital, pero una enfermera que trabajaba en el hospital le dijo al periódico Xi'an Huashang Bao que el hospital estaba autogestionado.